# Großpösna
Großpösna est une commune de Saxe (Allemagne), située dans l'arrondissement de Leipzig, dans le district de Leipzig.

## Personnalités liées à la ville
- Michael Ranft (1700-1774), pasteur né à Güldengossa.
- Friedrich Naumann (1860-1919), homme politique né à Störmthal.
- Egon Adler (1937-2015), coureur cycliste né à Großpösna.